# Le Droit de l'enfant
Pour plus de détails, voir Fiche technique et Distribution.
Le Droit de l'enfant est un film français réalisé par Jacques Daroy, sorti en 1949.

## Synopsis
Le marquis de Condottier, homme vain et sans scrupule, est l'amant de la femme de Jacques Herbelin, Louise, mais il séduit en plus la fille de celle-ci, Cécile. Sa maîtresse se plaint à son mari qui devenu furieux tue le marquis en le noyant. Finalement, la police ferme les yeux, Cécile se marie et Louise Herbelin se repent.

## Fiche technique
Source : IMDb
- Titre français : Le Droit de l'enfant
- Réalisation : Jacques Daroy, assisté de Max Pécas
- Scénario : Jacques Daroy[2] et André Haguet, d'après le roman éponyme de Georges Ohnet (1894)
- Photographie : Jean Lehérissey
- Son : Robert Biard
- Montage : Jeannette Rongier
- Musique : Marceau Van Hoorebeckeet Maurice Thiriet
- Pays de production :  France
- Format : Noir et blanc - 35 mm - Mono
- Genre :
- Durée : 95 minutes
- Date de sortie : 
  - France : 8 avril 1949

## Distribution
- Jean Chevrier : Jacques Herbelin, mari honnête trompé par sa femme
- Renée Devillers : Louise Herbelin, sa femme qui le trompe avec un marquis
- Marc Valbel : le marquis Daniel de Condottier, amant de la précédente; sinistre individu qui jette aussi son dévolu sur la fille de sa maîtresse
- Claire Duhamel : Cécile Herbelin, fille de Jacques et Louise Herbelin
- Michel Jourdan : Laroque
- Francette Vernillat : Cécile Herbelin enfant
- René Blancard : Pérignon
- Henri Crémieux : Sandrin
- Christian Alers : Raoul

## Autour du film
Une première version muette a été réalisée par Henri Pouctal en 1914.